# Hằng Nga 5-T1
Hằng Nga 5-T1 hay Thường Nga 5-T1 (tiếng Trung: 嫦娥五号T1; bính âm: Cháng'é wǔhào T1) là một tàu vũ trụ robot thử nghiệm đã được Cục Vũ trụ Quốc gia Trung Quốc (CNSA) phóng lên Mặt Trăng của Trung Quốc vào ngày 23 tháng 10 năm 2014 để tiến hành thử nghiệm công nghệ thâm nhập khí quyển trên thiết kế capsule dự kiến sẽ được sử dụng trong nhiệm vụ Hằng Nga 5. Là một phần của Chương trình thám hiểm Mặt Trăng của Trung Quốc, Hằng Nga 5 được phóng vào năm 2020, là một nhiệm vụ mang về mẫu vật Mặt Trăng. Giống như những nhiệm vụ tiền nhiệm của nó, tàu vũ trụ được đặt theo tên của nữ thần Mặt trăng của Trung Quốc Hằng Nga.
Capsule quay trở lại của Hằng Nga 5-T1, có tên Xiaofei (tiếng Trung: 小飞) có nghĩa là "người bay nhỏ" trong tiếng Trung Quốc, đã hạ cánh ở Tứ Tử Vương, Nội Mông vào ngày 31 tháng 10 năm 2014, 22:42 UTC. Quỹ đạo ban đầu của nó là 200 x 5300 km với khoảng thời gian 8 giờ.

## Hồ sơ nhiệm vụ
- Phóng: Trung tâm phóng vệ tinh Tây Xương, 23 tháng 10 năm 2014, 18:00 UTC
- Thời hạn nhiệm vụ danh nghĩa: Thường Nga 5 trở lại capsule: 196 giờ (8,17 ngày)
- Thời hạn nhiệm vụ danh nghĩa: DFH-3A: Đang diễn ra
- Bay qua mặt trăng: 97 giờ sau khi đưa lên quỹ đạo cuối cùng (4,04 ngày)
- Củng điểm quỹ đạo: ≈13,000 km từ bề mặt Mặt Trăng
- Khoảng cách của Mặt trăng từ Trái đất tại thời điểm bay qua gần nhất: ≈373,000 km[6][7][8]
- Hạ cánh: Tứ Tử Vương, Nội Mông, 31 tháng 10 năm 2014, 22:42 UTC